# Miguel Montuori
Miguel Ángel Montuori (* 24. September 1932 in Rosario; † 4. Juni 1998 in Florenz) war ein italo-argentinischer Fußballspieler, er spielte auf der Position eines Mittelfeldspielers. Er war der erste Kapitän der italienischen Nationalmannschaft, der nicht in Italien geboren ist.

## Karriere
Zur Saison 1955/56 wechselte Miguel Ángel Montuori von CD Universidad Católica aus Santiago de Chile zum Serie-A-Verein AC Fiorentina. Während seiner Zeit in Florenz holte er in der Saison 1955/56 den ersten Meistertitel für die Viola. In den sechs Saisons bei dem AC Florenz erzielte er insgesamt 72 Treffer. Durch seine herausragenden Leistungen schaffte er sogar den Sprung ins italienische Nationalteam, wofür er extra eingebürgert wurde.
Bei einem Freundschaftsspiel 1961 gegen den AC Perugia wurde er von einem kräftigen Schuss eines Gegenspielers so unglücklich getroffen, dass sich die Netzhaut loslöste, was zu einer irreparablen Schädigung des Auges führte. Aufgrund dauerhafter Sehprobleme musste er mit nur 28 Jahren seine Karriere beenden. Nachdem sich die Sehprobleme im Laufe der Zeit etwas gemildert hatten, versuchte er sich in Italien und Chile bei den Rangers de Talca relativ erfolglos als Trainer. Im Jahr 1988 kehrte er endgültig nach Florenz zurück und fand hier eine bescheidene Anstellung in der Gemeindebibliothek. Er blieb jedoch weiterhin seiner Leidenschaft Fußball treu und trainierte die Jugendmannschaft eines Florentiner Provinzteams, wo er u. a. den jungen Francesco Flachi entdeckte. 1998 starb Montuori in seiner Wahlheimat Florenz an einer schweren Krankheit.

## Vereine
- CD Universidad Católica
- ACF Fiorentina (1955 bis 1962)
  - Serie A 1955/56 – 1961/62 162 Spiele – 72 Tore
  - Coppa Italia 1955/56 – 1961/62 13 Spiele – 6 Tore

## Zusammenfassung
- Europapokal der Landesmeister 7 Spiele – 1 Tor
- Mitropapokal 2 Spiele – 0 Tore
- Serie A 162 Spiele – 72 Tore
- Coppa Italia 13 Spiele – 6 Tore

Total: 184 Spiele – 79 Tore

## Erfolge
- Chilenischer Meister (1): 1954
- Italienischer Fußball-Meister (1): (1955/56)
- Italienischer Pokalsieger (1): 1960/61
- Europapokal der Pokalsieger (1): 1960/61

| Personendaten    | Personendaten                               |
| ---------------- | ------------------------------------------- |
| NAME             | Montuori, Miguel                            |
| ALTERNATIVNAMEN  | Montuori, Miguel Ángel (vollständiger Name) |
| KURZBESCHREIBUNG | italienisch-argentinischer Fußballspieler   |
| GEBURTSDATUM     | 24. September 1932                          |
| GEBURTSORT       | Rosario, Argentinien                        |
| STERBEDATUM      | 4. Juni 1998                                |
| STERBEORT        | Florenz                                     |